# Soueix-Rogalle
Soueix-Rogalle är en kommun i departementet Ariège i regionen Occitanien i södra Frankrike. Kommunen ligger  i kantonen Oust som ligger i arrondissementet Saint-Girons. År 2022 hade Soueix-Rogalle 425 invånare.

## Befolkningsutveckling
Antalet invånare i kommunen Soueix-Rogalle
Referens: INSEE